# فلیکس دیاز (بازیکن فوتبال)
فلیکس دیاز (اسپانیایی: Félix Díaz‎؛ ۲۷ فوریهٔ ۱۹۲۷ – ۲۵ فوریهٔ ۲۰۰۴) بازیکن فوتبال اهل آرژانتین بود.

## باشگاهی
از باشگاه‌هایی که در آن بازی کرده‌است می‌توان به باشگاه فوتبال راسینگ کلوب آویاندا اشاره کرد.